# Vicente Traver

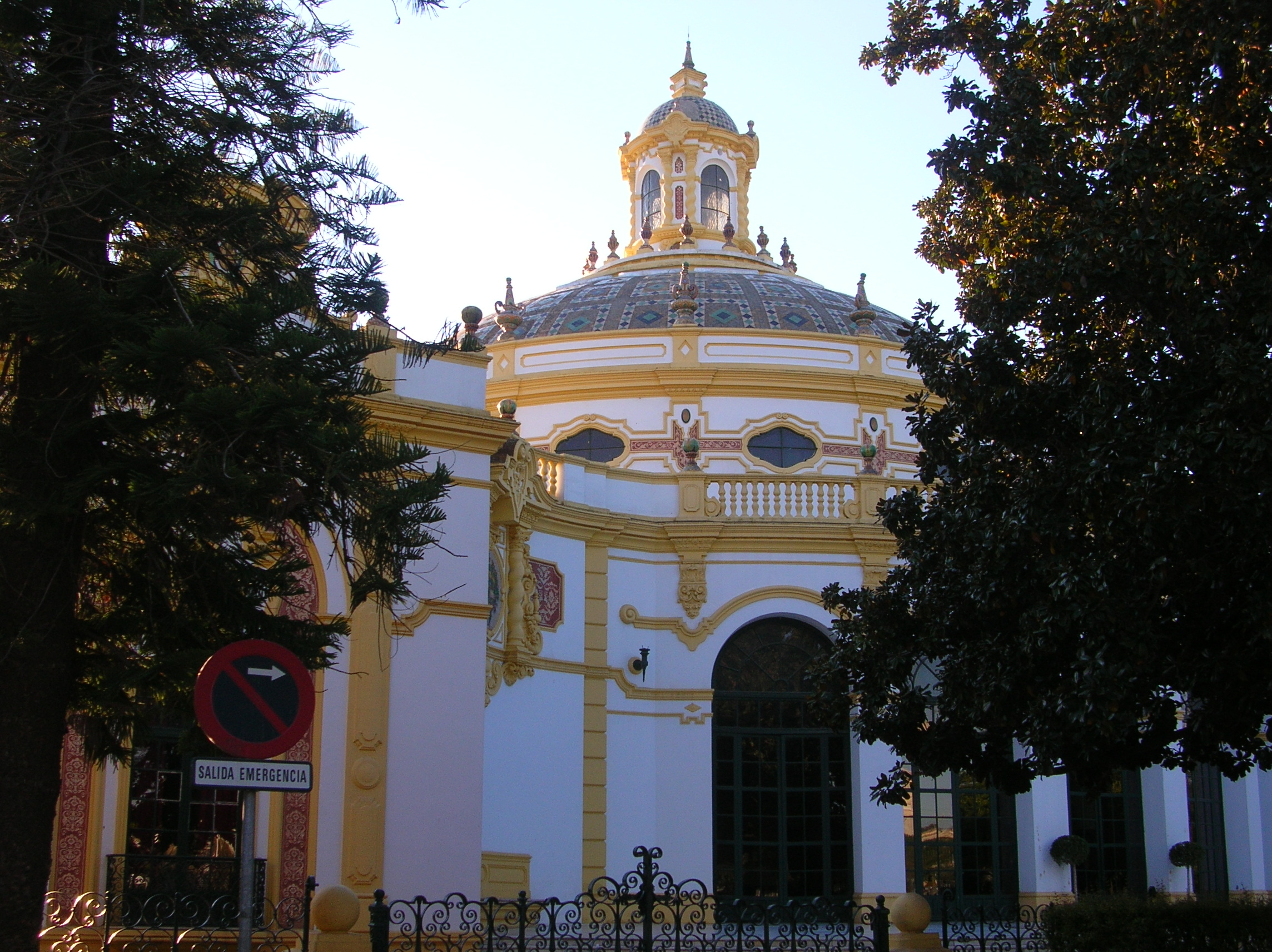
Casino de la Exposición.(1929) Sevilla. Proyectado por Vicente Traver.

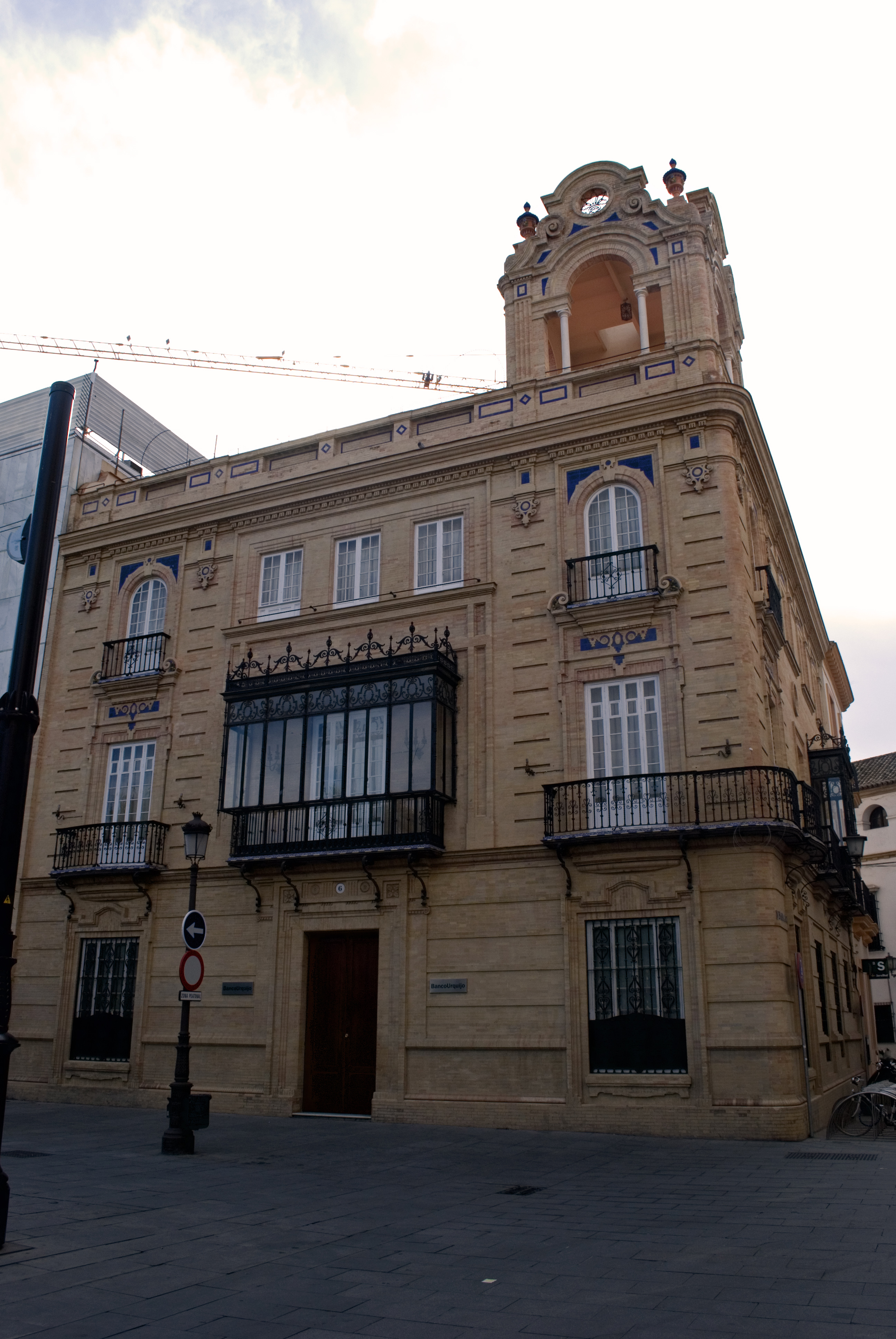
Fachada de la Casa Longoria en la Plaza Nueva, proyectada por Vicente Traver y construida entre 1917 y 1920.

Vicente Traver y Tomás (Castellón de la Plana, 23 de septiembre de 1888 - 15 de noviembre de 1966) fue un arquitecto español. 

## Biografía
Estudió bachillerato en el Instituto de Santa Clara de su ciudad natal y obtuvo el título de arquitecto en Madrid en 1912. Al acabar sus estudios, desarrolló su actividad profesional en Sevilla, donde permaneció hasta 1933, fecha en que se asentó de forma definitiva en Castellón. Fue arquitecto de la diócesis de Tortosa, de la archidiócesis de Valencia y del Ministerio de Hacienda. En abril de 1939,  fue nombrado alcalde de castellón por el entonces gobernador de la Provincia de Castellón Ramón Serrano Suñer, permaneciendo en el cargo hasta 1942.
Contrajo matrimonio con Elena González-Espresati, hija de Carlos González Espresati Chaparro.

## Trayectoria profesional
Durante el primer tercio del siglo XX, ejerció su actividad en la ciudad de Sevilla, donde ha dejado sus obras más importantes:
- Conjunto de casas para el Real Patronato de Casas Baratas en el Porvenir (1915) desaparecidas[3]

- Casa para Miguel García de Longoria en Plaza Nueva, esquina calle Badajoz (1917-1920)[4]
- Edificio de la Previsión Española, en la calle Orfila, sede actual del Ateneo de Sevilla (1923).
- Plan general Urbanístico de Castellón de la Plana de 1925.
- Arquitecto y proyectista que sustituyó en 1926, al arquitecto Aníbal González, en los trabajos al frente de la Exposición Iberoamericana de 1929, donde además la Compañía de los Ferrocarril de Madrid a Zaragoza y a Alicante (MZA), le encargó el pabellón que edificó en esta exposición.
  - Proyecto del Casino de la Exposición, y el Teatro Municipal Lope de Vega que conformaron el Pabellón de Sevilla para la Exposición Iberoamericana.
  - Fuente de la Plaza de España
- Iglesia de San José de El Cuervo de Sevilla (1927-1928).[5]
- Antiguos almacenes del Banco Español de Crédito, reconvertido hoy en Hotel. Avenida Manuel Siurot (1927-1929)[3]
- Iglesia del Sagrado Corazón de Jesús (Huelva) (1928 - 1929)
- Iglesia del Corpus Christi en avenida de la Palmera (1929 -1933)[3]
- Proyecto no ejecutado de ampliación de la Basílica de la Virgen de los Desamparados de Valencia en 1932. Su ejecución no se pudo realizar por la guerra civil española y el descubrimiento de las ruinas romanas de la plaza de la Almoina.
- Plan general de Ordenación Urbana de Castellón de la Plana de 1939.
- Reconstrucción de la Iglesia Mayor de Santa María de Castellón de la Plana, entre 1939 y hasta su fallecimiento en 1966, fue finalizada en 2008 siguiendo su proyecto. El propio arquitecto la consideró su obra más importante ya que tenía el sueño de verla convertida en catedral. En 1960 se convirtió en la Concatedral de la recién creada diócesis de Segorbe-Castellón, pero no fue consagrada hasta mayo de 1999.
- Palacio Arzobispal de Valencia (1941-1946)[6]
- Seminario Diocesano de la Asunción de Tortosa inaugurado en 1951.

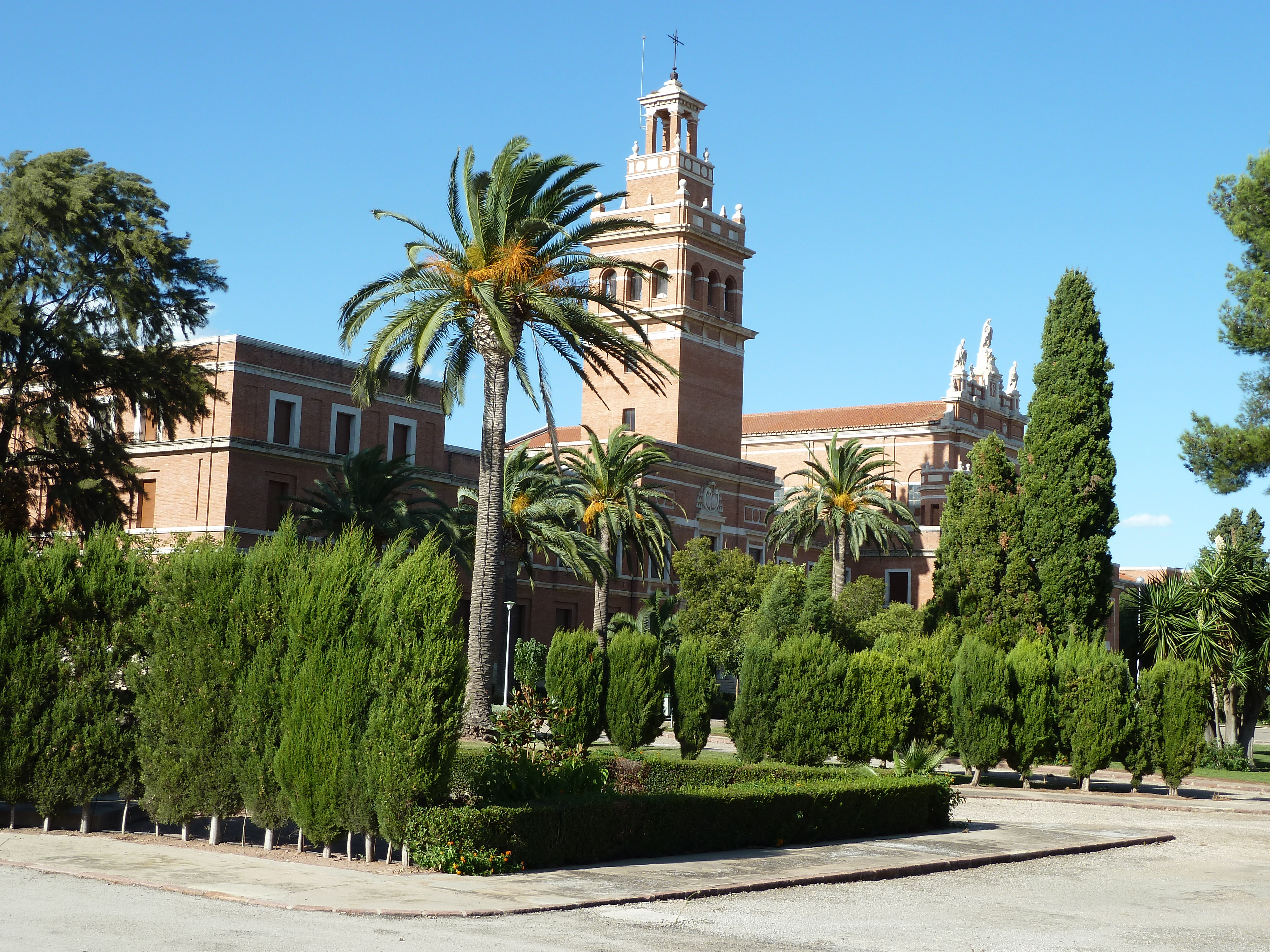
Seminario de Valencia, Moncada

- Ermita neo-románica de San Liborio (Fuente En-Segures, Benasal).
- Reforma de edificio del Banco de Castellón en 1960.

## Referencias

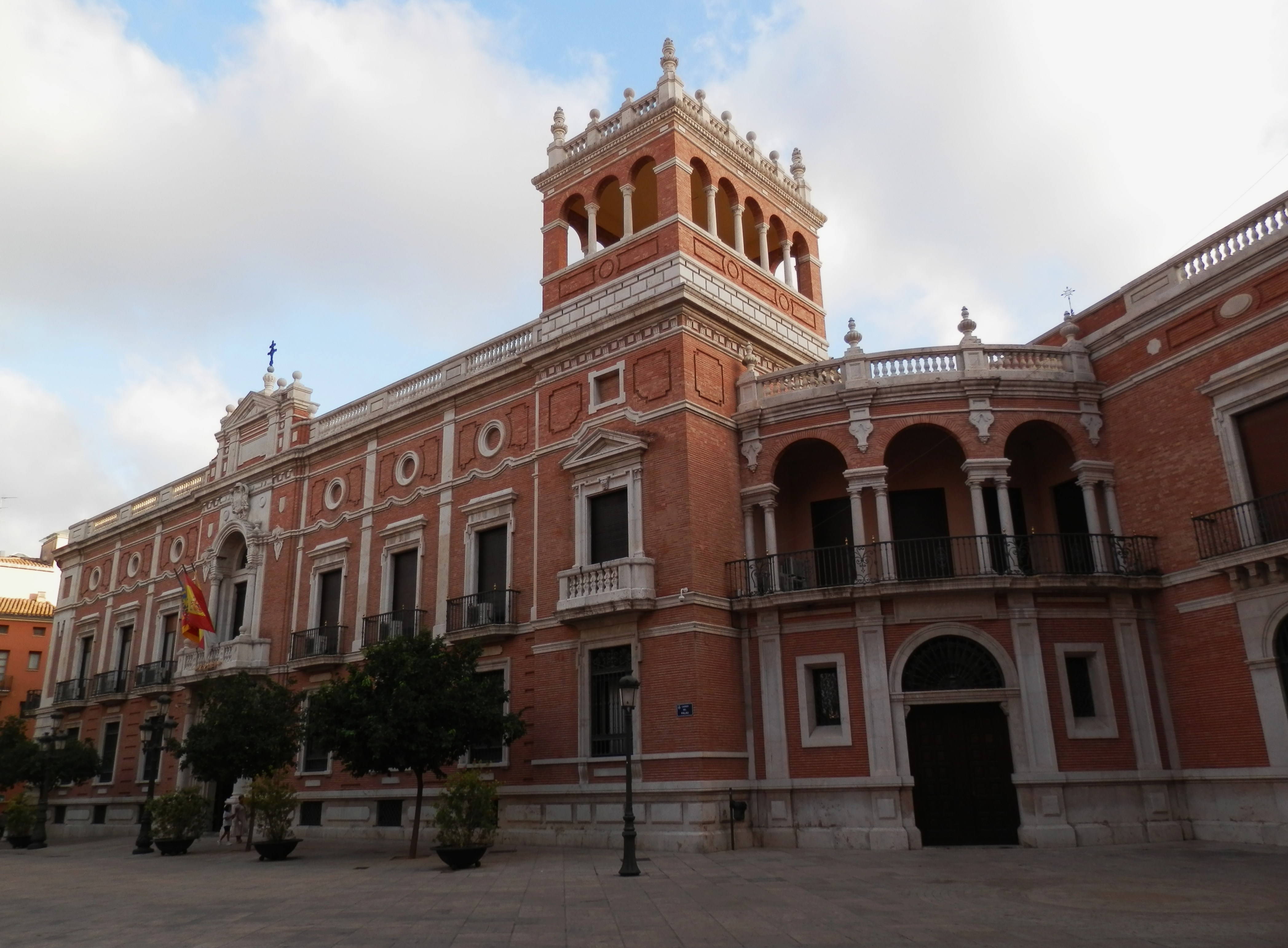
Palacio Arzobispal de Valencia